# Championnat d'Italie de rugby à XV 2005-2006
Navigation
Super 10 2004-2005 Super 10 2006-2007
Le Championnat d'Italie de rugby à XV 2005-2006 oppose les dix meilleures équipes italiennes de rugby à XV. Le championnat débute en 2005 et se termine le 27 mai 2006. Les équipes y participent sous la forme d'un championnat unique en matchs aller-retour. Les quatre premiers sont qualifiés pour les demi-finales et le dernier est relégué.
Le Benetton Trévise bat en finale le Calvisano Ghial sur le score de 17 à 12 et remporte son 12e titre. Le match se déroule au Stade Brianteo à Monza devant 9 300 spectateurs.

## Liste des équipes en compétition
Le club de Venise Mestre, vainqueur de la deuxième division, est promu et remplace le Leonessa ADMO relégué au deuxième échelon. Les dix équipes participant à la compétition sont :
| Calvisano L'Aquila Trévise Parme Padoue Venise Rovigo Catane Viadana |

| Équipe           | Stade                       | Capacité | Ville     |
| ---------------- | --------------------------- | -------- | --------- |
| Calvisano        | Centro Sportivo San Michele | 3 500    | Calvisano |
| L'Aquila         | Stade Tommaso-Fattori       | 9 200    | L'Aquila  |
| Benetton Trévise | Stadio Comunale di Monigo   | 6 700    | Trévise   |
| Amatori Catane   | Stade Santa-Maria-Goretti   | 10 000   | Catane    |
| Gran Parma SKG   | Stade Sergio-Lanfranchi     | 3 600    | Parme     |
| Parma Overmach   | Stade Sergio-Lanfranchi     | 3 600    | Parme     |
| Petrarca Padoue  | Stadio Plebiscito           | 9 600    | Padoue    |
| Venise Mestre    | Centro Sportivo Comunale    |          | Venise    |
| Rovigo           | Stade Mario-Battaglini      | 10 000   | Rovigo    |
| Viadana          | Stade Luigi-Zaffanella      | 6 000    | Viadana   |

## Résultats

### Phase régulière
| Rang | Club                | J  | V  | N | D  | Bo | Bd | Pm  | Pe  | Diff | Pts |
| ---- | ------------------- | -- | -- | - | -- | -- | -- | --- | --- | ---- | --- |
| 1    | Benetton Trévise    | 18 | 16 | 1 | 1  | 8  | 0  | 556 | 233 | +323 | 74  |
| 2    | Rugby Parma         | 18 | 12 | 0 | 6  | 10 | 0  | 501 | 410 | +91  | 58  |
| 3    | Rugby Calvisano (T) | 18 | 12 | 1 | 5  | 8  | 0  | 491 | 365 | +126 | 58  |
| 4    | SKG Gran Parma      | 18 | 12 | 0 | 6  | 9  | 0  | 450 | 382 | +68  | 57  |
| 5    | Rugby Viadana       | 18 | 11 | 0 | 7  | 12 | 0  | 487 | 366 | +121 | 56  |
| 6    | Petrarca Padoue     | 18 | 6  | 0 | 12 | 8  | 0  | 371 | 438 | -67  | 32  |
| 7    | Rugby Rovigo        | 18 | 5  | 0 | 13 | 8  | 0  | 379 | 507 | -128 | 28  |
| 8    | Amatori Catane      | 18 | 6  | 0 | 12 | 9  | 0  | 396 | 517 | -121 | 28  |
| 9    | L'Aquila Rugby      | 18 | 5  | 0 | 13 | 7  | 0  | 381 | 547 | -166 | 27  |
| 10   | Venise Mestre (P)   | 18 | 4  | 0 | 14 | 8  | 0  | 306 | 553 | -247 | 24  |

|  | Qualifiés la coupe d'Europe 2006-2007 et pour les demi-finales (no 1, no 2)             |
|  | Qualifiés pour le Challenge européen 2006-2007 et les demi-finales (no 3, no 4).        |
|  | Barrages de qualification pour le Challenge européen 2006-2007 (no 5, no 6, no 7, no 8) |
|  | Relégué (no 10)                                                                         |
|  | T : tenant du titre 2005 ; P : promu 2005                                               |

Attribution des points : victoire : 4, match nul : 2, défaite : 0, ; plus les bonus (offensif : 4 essais marqués ; défensif : défaite par 7 points d'écart ou moins).

### Phase finale

#### Tableau
|  | Demi-finales     | Demi-finales |                  |          | Finale                               | Finale                               |
|  | Demi-finales     | Demi-finales |                  |          | Finale                               | Finale                               |
|  |                  |              |                  |          |                                      |                                      |
|  | 2006             | 2006         |                  |          | 27 mai 2006 au Stade Brianteo, Monza | 27 mai 2006 au Stade Brianteo, Monza |
|  | 2006             | 2006         |                  |          | 27 mai 2006 au Stade Brianteo, Monza | 27 mai 2006 au Stade Brianteo, Monza |
|  | Benetton Trévise | 31 \| 38     |                  |          | 27 mai 2006 au Stade Brianteo, Monza | 27 mai 2006 au Stade Brianteo, Monza |
|  | Benetton Trévise | 31 \| 38     |                  |          | 27 mai 2006 au Stade Brianteo, Monza | 27 mai 2006 au Stade Brianteo, Monza |
|  | Gran Parma SKG   | 23 \| 5      |                  |          | 27 mai 2006 au Stade Brianteo, Monza | 27 mai 2006 au Stade Brianteo, Monza |
|  | Gran Parma SKG   | 23 \| 5      | Benetton Trévise | 17       |                                      |                                      |
|  | 2006             |              | Benetton Trévise | 17       |                                      |                                      |
|  |                  | Calvisano    | 12               |          |                                      |                                      |
|  | Calvisano        | Calvisano    | 12               | 34 \| 16 |                                      |                                      |
|  | Calvisano        |              |                  | 34 \| 16 |                                      |                                      |
|  | Parma Overmach   | 20 \| 21     |                  |          |                                      |                                      |
|  | Parma Overmach   | 20 \| 21     |                  |          |                                      |                                      |

#### Finale
| 27 mai 2006 | Benetton Trévise | 17 – 12 | Calvisano | Stade Brianteo, Monza 9 300 spectateurs Arbitre : C. Damasco |
| 27 mai 2006 |                  |         |           | Stade Brianteo, Monza 9 300 spectateurs Arbitre : C. Damasco |
| 27 mai 2006 |                  |         |           | Stade Brianteo, Monza 9 300 spectateurs Arbitre : C. Damasco |

### Barrages de qualification pour le Challenge européen
| 2006 | Viadana | 34 – 19 | Amatori Catane |  |
| 2006 |         |         |                |  |
| 2006 |         |         |                |  |

| 2006 | Petrarca Padoue | 41 – 22 | Rovigo |  |
| 2006 |                 |         |        |  |
| 2006 |                 |         |        |  |

## Vainqueur
| Entraîneur | Entraîneur             | Craig Green                                                              |
| Avants     | Pilier                 | E. Ceccato I, Salvatore Costanzo                                         |
| Avants     | Talonneur              | Fabio Ongaro, M-J. Smith                                                 |
| Avants     | Deuxième ligne         | Di Santo, Mauro                                                          |
| Avants     | Troisième ligne aile   | Calanchini, Denis Dallan, Manuel Dallan, Tommaso Visentin, Wium          |
| Avants     | Troisième ligne centre | Faliva                                                                   |
| Arrières   | Demi de mêlée          | Alessandro Troncon, Fabio Semenzato                                      |
| Arrières   | Demi d'ouverture       | Mazino                                                                   |
| Arrières   | Centre                 | Barbini, Dal Maso, Gritti, Andrea Marcato, Orlando, Sbaraglini, Williams |
| Arrières   | Ailier                 | Garozzo, M. Perziano, Picone, Walter Pozzebon                            |
| Arrières   | Arrière                | G. Pizarro, Legg, Wentzel                                                |